# بالی شانون
بالی شانون (به لاتین: Ballyshannon) یک منطقهٔ مسکونی در جمهوری ایرلند است که در شهرستان دانیگول واقع شده‌است. بالی شانون ۲٬۲۹۹ نفر جمعیت دارد.